# Сокоалеле (Калараш)
Сокоалеле (рум. Socoalele) насеље је у Румунији у округу Калараш у општини Драгош Вода. Oпштина се налази на надморској висини од 44 m.

## Становништво
Према подацима из 2002. године у насељу је живело 320 становника, од којих су сви румунске националности.